# Leptogenys chinensis
Leptogenys chinensis é uma espécie de formiga do gênero Leptogenys, pertencente à subfamília Ponerinae.